# Tatari (Tallinn)

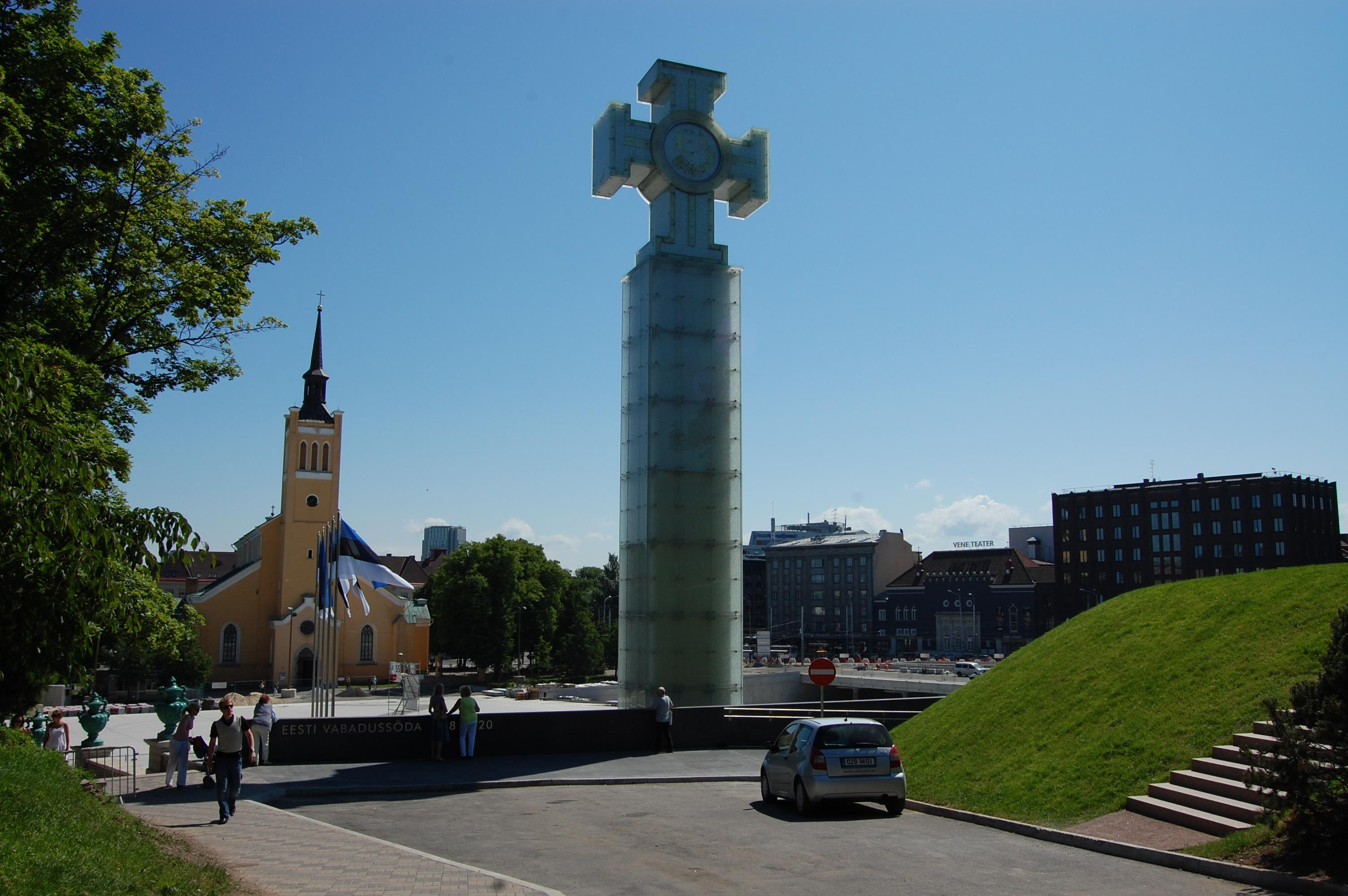
Monument voor de Estische onafhankelijkheidsoorlog. Op de achtergrond de kerk van Sint Jan Evangelist

Tatari is een subdistrict of wijk (Estisch: asum) binnen het stadsdistrict Kesklinn in Tallinn, de hoofdstad van Estland. De wijk telde 2.511 inwoners op 1 januari 2020. De wijk heeft een min of meer driehoekige vorm en ligt als een wig tussen de wijk Tõnismäe aan de ene kant en Sibulaküla en Südalinn aan de andere kant. In de punt van de wig ligt het Vrijheidsplein (Vabaduse väljak), waar Tõnismäe, Tatari, Südalinn en Vanalinn, de oude binnenstad, bij elkaar komen. Op het Vrijheidsplein staat een monument ter herdenking van de Estische onafhankelijkheidsoorlog (1918-1920).
In Tallinn worden de grenzen van de wijken doorgaans bepaald door wegen. De weg Pärnu maantee vormt de grens tussen Tatari en Tõnismäe, de Estonia puiestee en de Kentmanni tänav vormen de grens met Südalinn en Sibulaküla en de Liivalaia tänav vormt de grens met de wijk Veerenni ten zuiden van Tatari.

## Geschiedenis

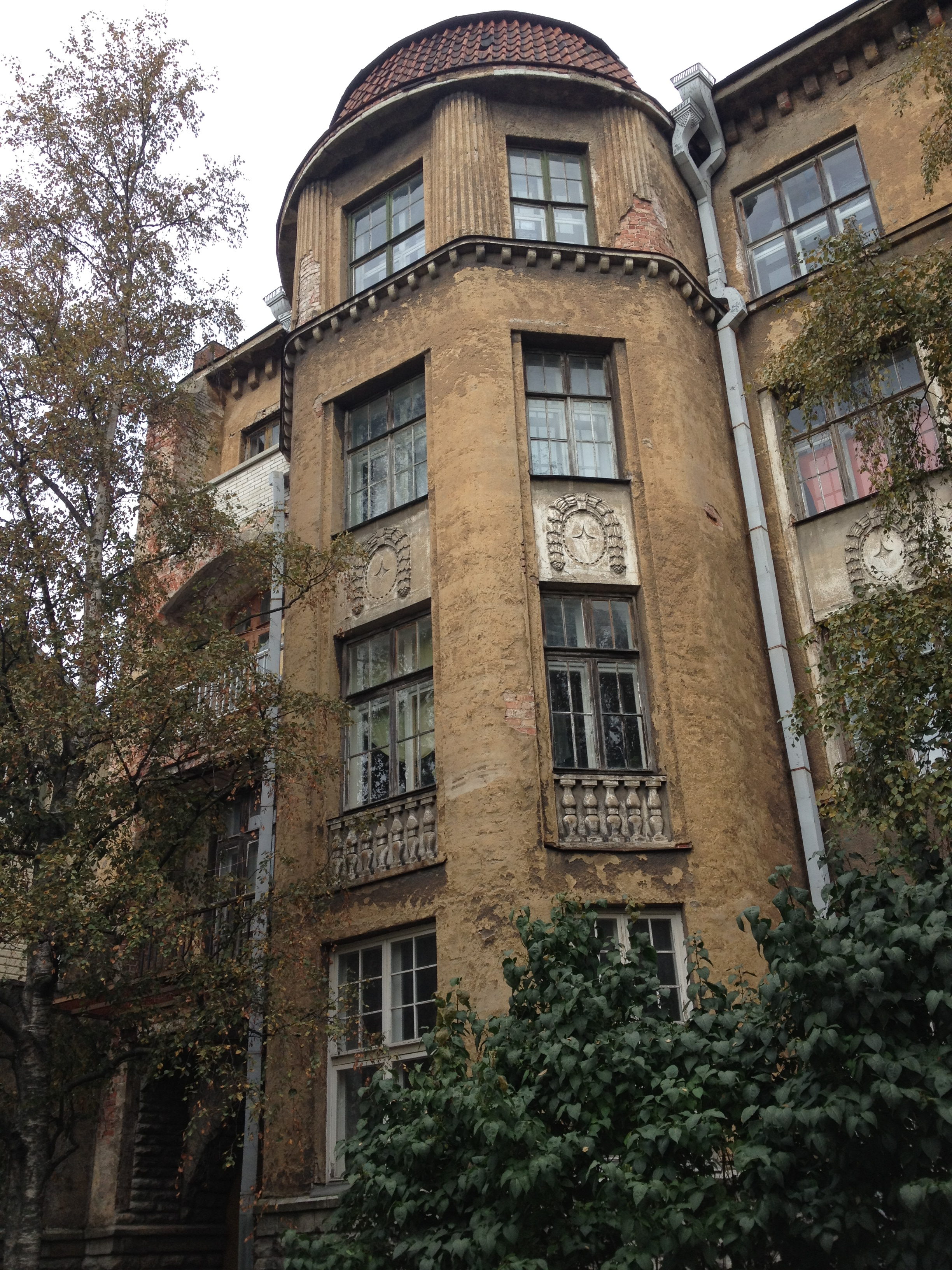
Jugendstilgebouw aan de Tatari tänav

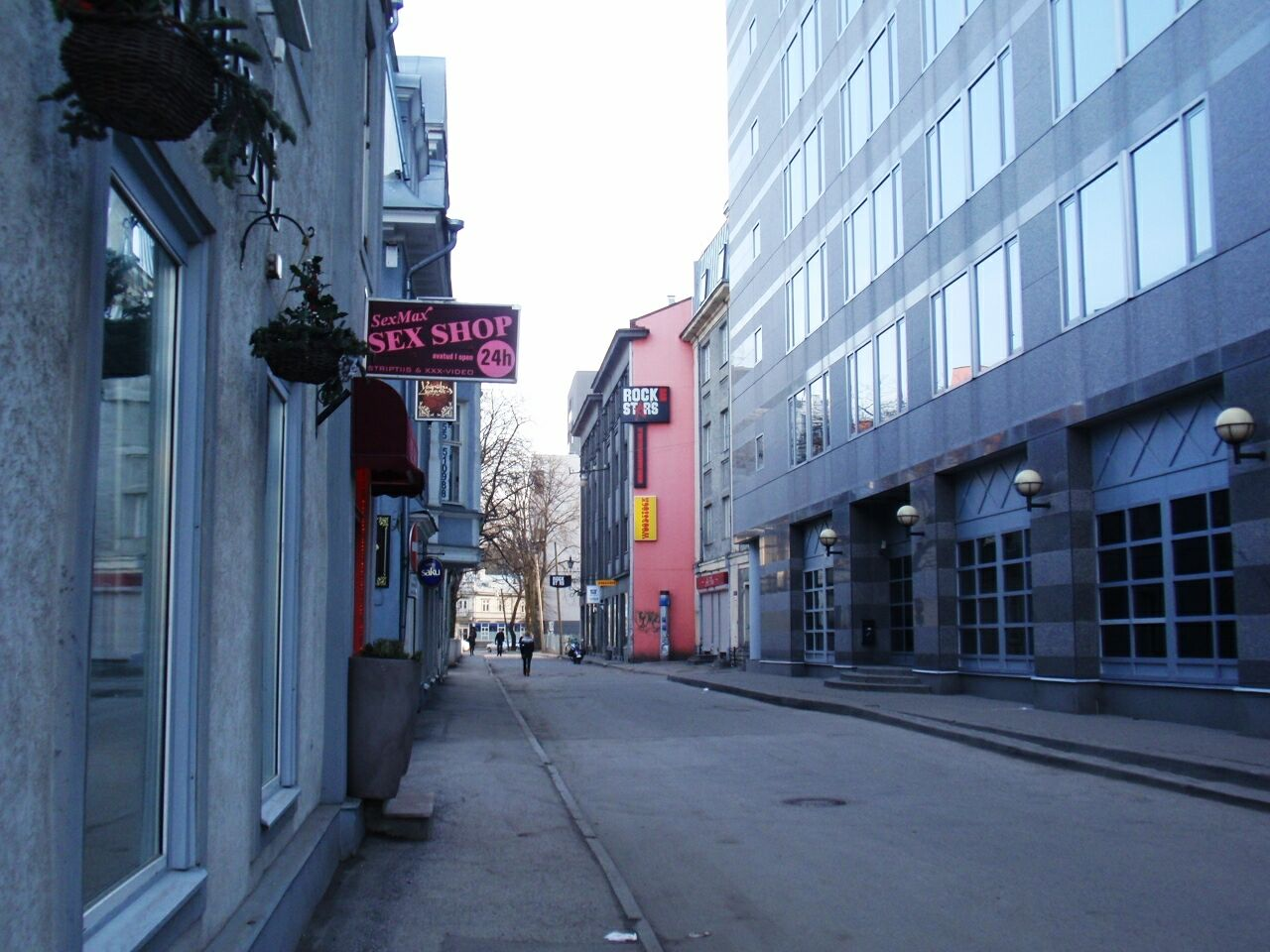
De Tatari tänav

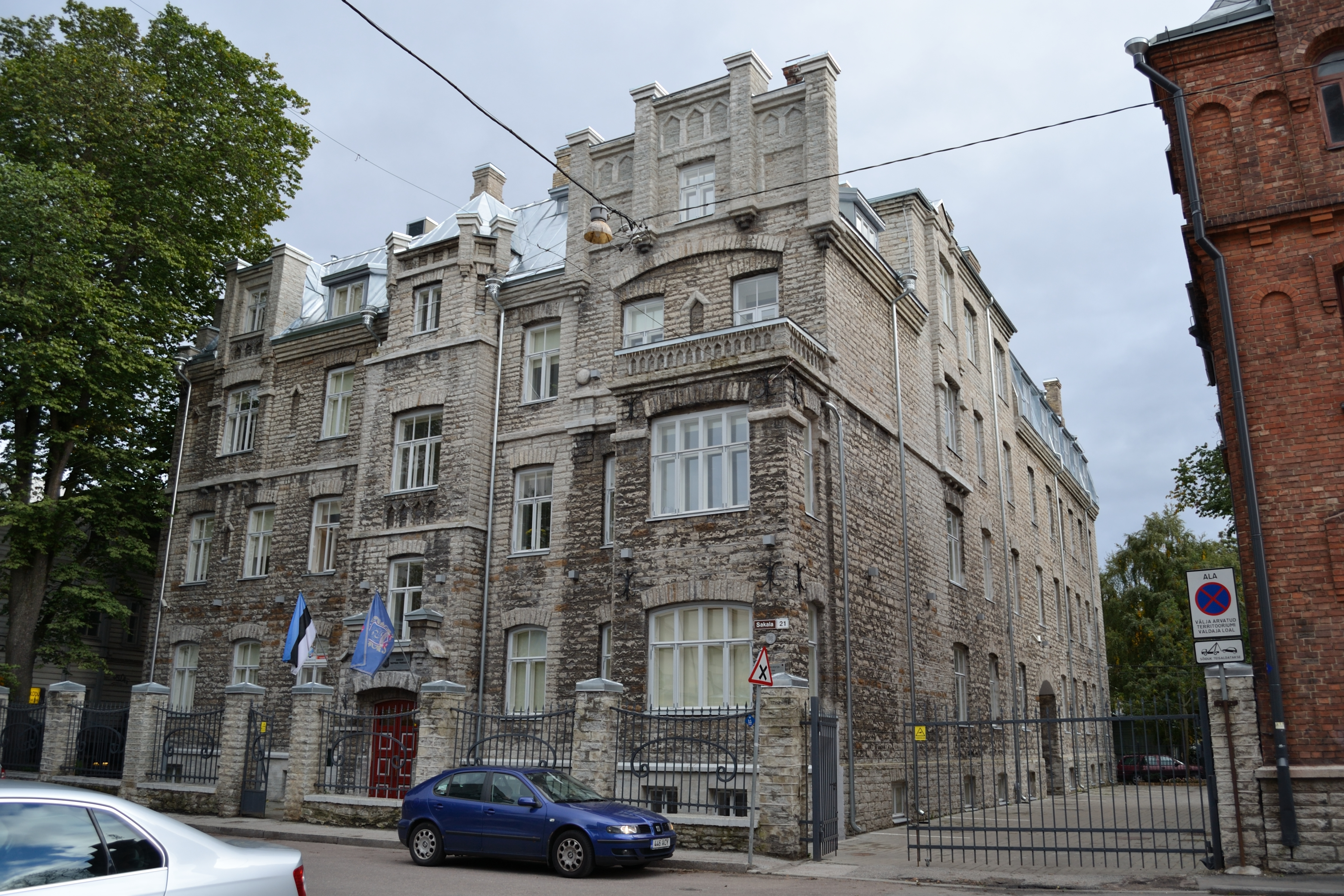
Particuliere school Sakala Eragümnaasium aan de Sakala tänav

Tatari, de ‘Tatarenwijk’, is vernoemd naar een kazerne voor een Tataars garnizoen, dat in de 18e eeuw, na de verovering van Estland door het Keizerrijk Rusland, in Tallinn werd gestationeerd. De straat waaraan de kazerne lag, kreeg de naam Tatarenstraße (Estisch: Tatari tänav); de elite in Estland sprak Duits. De Tatari tänav loopt, als een soort zwaartelijn in de driehoek die Tatari vormt, van het Vrijheidsplein naar de Liivalaia tänav en loopt door in de wijk Veerenni.
In de 19e eeuw ontwikkelde Tatari zich tot een woonwijk voor beter gesitueerde Esten. De wijk trok ook kunstenaars aan. Op het eind van de 19e en het begin van de 20e eeuw kreeg Tatari een aantal Jugendstilgebouwen. Ook tegenwoordig is het nog een wijk voor beter gesitueerden. Er zijn veel winkels en kleine bedrijven gevestigd.
In de wijk bevinden zich onder andere de bioscoop Kosmos (gesticht in 1964), de Estische Muziek- en Theateracademie en twee middelbare scholen: het Liivalaia Gümnaasium en het particuliere Sakala Eragümnaasium. In de wijk ligt ook de ambassade van de Verenigde Staten.

## Vervoer
Over de Pärnu maantee rijden de tramlijnen 3 (Tondi-Kadriorg) en 4 (Tondi-Ülemiste). De trolleylijnen 1 en 3 rijden over het Vrijheidsplein.
De wijk wordt ook bediend door een aantal buslijnen over de Pärnu maantee en de Liivalaia tänav.